# Котляровка (Алтайский край)
Котляро́вка — посёлок в Поспелихинском районе Алтайского края России. Входит в состав Борковского сельсовета.

## История
Основан в 1923 году. В 1928 году посёлок Котляровский состоял из 91 хозяйства, основное население — русские. В административном отношении являлся центром Котляровского сельсовета Шипуновского района Рубцовского округа Сибирского края.

## Население
| 1926 | 1997 | 1998 | 1999 | 2000 | 2001 | 2002 | 2003 | 2004 | 2005 |
| ---- | ---- | ---- | ---- | ---- | ---- | ---- | ---- | ---- | ---- |
| 596  | ↗598 | ↗618 | ↘605 | ↗614 | ↘611 | ↘547 | ↘534 | ↗545 | ↘528 |
| 2006 | 2007 | 2008 | 2009 | 2010 | 2011 | 2012 | 2013 | 2014 |      |
| ↘521 | ↘507 | ↘502 | ↘485 | ↘420 | ↘416 | ↗420 | ↘396 | ↘388 |      |

### Национальный состав
Согласно результатам переписи 2002 года, в национальной структуре населения русские составляли 78 %.